# Glucose-1,6-bisphosphat
Glucose-1,6-bisphosphat ist ein Diester aus Glucose und zwei Molekülen Phosphorsäure. Es ist ein Zwischenprodukt im Kohlenhydratstoffwechsel. Physiologisch spielt nur das D-Isomer eine Rolle.

## Vorkommen
D-Glucose-1,6-bisphosphat wurde insbesondere in den Erythrozyten, Gehirn und Skelettmuskeln nachgewiesen. Entdeckt wurde es aber erstmals 1948 in Hefeextrakt.

## Bedeutung
Für Glucose-1,6-bisphosphat sind verschiedene Funktionen bekannt und in der Literatur beschrieben:
- Unter experimentellen Bedingungen wurde in Erythrozyten eine inhibierende Wirkung auf die Hexokinase beobachtet.[2] Das Enzym katalysiert die Eingangsreaktion in der Glykolyse. Darüber hinaus wurde eine inhibierende Wirkung auf Fructose-1,6-bisphosphatase und die 6-Phosphogluconat-Dehydrogenase nachgewiesen.

- G16bP kann die Phosphofructokinase 1 und Pyruvatkinase aktivieren.[3]

- Es fungiert als Cofaktor für das Enzym Phosphoglucomutase (vgl. unten).[4] Eine ähnliche Reaktion tritt auch bei der Phosphopentomutase (EC 5.4.2.7) auf, was zur Bildung von Ribose-5-phosphat / Ribose-1-phosphat führt.[5]

## Reaktionen

Umlagerung von α-D-Glucose-1-phosphat (G1P) zu α-D-Glucose-6-phoshpat (G6P), katalysiert von der Phosphoglucomutase (PGM). Bei dieser Reaktion wird eine Phosphatgruppe auf das enzymgebundene α-D-Glucose-1,6-bisphosphat (G16bP) übertragen.

Glucose-1,6-bisphosphat ist das essentielle Intermediat bei der wechselseitigen Umlagerung von α-D-Glucose-1-phosphat zu α-D-Glucose-6-phosphat. Die Reaktionen sind Teil des Glykogen- und Stärkeabbaus, der Glycogensynthese, des Uronsäuren-Stoffwechsels und des Galactose-Stoffwechsels.
Katalysiert wird die Umlagerung von der Phosphoglucomutase (PGM). Hierbei wird eine Phosphatgruppe des enzymgebundenen Moleküls α-D-Glucose-1,6-bisphosphat übertragen. Da bei der Reaktion ebenfalls G16bP als wieder regeneriertes Cofaktor entsteht, erscheint dieses nicht in der Bruttoreaktionsgleichung:
{\displaystyle \mathrm {\alpha {\text{-D-Glc-1P}}\rightleftharpoons \ \alpha {\text{-D-Glc-6P}}} }
Alternativ entsteht α-D-G16bP zusammen mit D-3-Phosphoglycerat (3PG) aus D-1,3-Bisphosphoglycerat (1,3BPG) und α-D-Glucose-1-phosphat, was die Glucose-1,6-bisphosphat-Synthase katalysiert (EC 2.7.1.106):
{\displaystyle \mathrm {{\text{1,3BPG}}+G1P\longrightarrow 3PG+G16bP} }
Bekannt ist auch die Darstellung von G16bP durch das Enzym Glucose-1-phosphatphosphodismutase (EC 2.7.1.41). Dieses katalysiert die Umsetzung zweier Moleküle Glucose-1-phosphat gemäß:
{\displaystyle \mathrm {2\ {\text{Glucose-1-phosphat}}\rightleftharpoons \ G16bP+Glucose} }
Schließlich bildet sich G16bP durch Übertragung einer Phosphatgruppe auf Glucose-1-phosphat, was mittels einer Glucose-1-phosphatkinase (EC 2.7.1.10) unter ATP-Verbrauch geschieht:
{\displaystyle \mathrm {{\text{Glucose-1-phosphat}}+ATP\longrightarrow \ G16bP+ADP} }